# 조셉 머피 (작가)
조셉 머피(Joseph Murphy, 1898년 5월 20일 ~ 1981년 12월 16일) 박사는 신성 과학의 성직자이자 작가이다.
그는 남아일랜드의 작은 바닷가 마을에서 태어났다. 그는 신(神)이라고 불리는 오직 하나의 힘이 있고 마귀(魔鬼)라는 것은 존재하지 않는다고 믿었다. 세계의 종교와 신비스런 책을 공부하기를 좋아하였다.

## 저서
- 『잠재의식의 힘』
- 『마음만 먹으면 당신도 부자가 된다』
- 『마음 수업』
- 『잠자면서 성공한다』
- 『승리의 길은 열린다』
- 『인생에 기적을 일으킨다』
- 『당신 안에 숨겨진 보물지도를 찾아라』
- 『삶의 원칙 100가지』
- 『진정한 부자가 되는 놀라운 법칙』
- 『인생을 마음대로 바꾼다』
- 『머피의 법칙』
- 『당신 안의 평화』

## 같이 보기
- 나폴리언 힐
- 찰스 하넬